# Gunnar Helsengreen
Gunnar Frederik Albert Helsengreen född 26 januari 1880 i Århus, död 14 oktober 1939 i Odense, var en dansk skådespelare och teaterchef. Han var son till skådespelarna Albert Helsengreen och Agnes Hou och gift med skådespelaren Martha Helsengreen och far till skådespelaren Betty Helsengreen.
Helsengreen började som skådespelare vid sin fars teatersällskap som turnerade runt på den danska landsbygden. 1904 blev han engagerad av Emil Wulff på Frederiksberg Teater. Efter att han varit engagerad vid Aarhus Teater från 1908 till 1912 fick han ett engagemang vid Det Ny Teater i Köpenhamn 1912 - 1914. Han debuterade i en större roll i pjäsen Ministerspionen på Casino 1914. Han återvände till sin fars teaterverksamhet 1920 och drev ett eget teatersällskap 1921-1922. Därefter arbetade han under ett år tillsammans med Holger Rasmussen. Senare kom han att arbeta ihop med Elith Petersen och Svend Wedel innan han återvände till Det Ny Teater. Som filmskådespelare debuterade han 1909 hos Th. S. Hermansen (som senare skapade Fotorama). Under 1910-talet medverkade han som skådespelare i flera stumfilmer, och fick även förtroendet att regissera filmer för Fotorama. Han kom även att engageras som skådespelare av Nordisk Film och Kinografen. Som regissör var han huvudsakligen verksam vid Dansk Filmfabrik. Han avled under en gästföreställning på Odense Folketeater 1939. 

## Filmografi
- 1938 – Champagnegaloppen
- 1937 – Inkognito
- 1914 – Bøffen og bananen
- 1913 – Fæstningsspioner
- 1910 – Holger Danske
- 1910 – Provinskomtessen
- 1909 – Den lille hornblæser